# تل شاه خراسان
تل شاه خراسان مربوط به سده‌های میانه دوران‌های تاریخی پس از اسلام است و در شهرستان شیراز، بخش کربال، دهستان خیرآباد، بعد از روستای گاوکان، بین زمینهای کشاورزی واقع شده و این اثر در تاریخ ۳۰ بهمن ۱۳۸۶ با شمارهٔ ثبت ۲۰۹۷۴ به‌عنوان یکی از آثار ملی ایران به ثبت رسید.